# Sacrés Gendarmes
Pour plus de détails, voir Fiche technique et Distribution.
Sacrés Gendarmes est une comédie française réalisée par Bernard Launois en 1979, et sortie le 26 mars 1980.
C'est une adaptation du livre du même nom par Jean-Charles, originellement sorti en 1977.

## Synopsis
En 1968, dans un petit village du midi de la France, alors que le reste du pays vit dans la fièvre insurrectionnelle et la recherche de quelques litres d'essence, la vie s'écoule paisiblement. Or la tranquillité et la bonne humeur de tous sont remises en question à l'annonce du transfert de la brigade dans un lieu moins retiré. 

## Fiche technique
- Réalisation et scénario : Bernard Launois
- Photographie : Guy Maria
- Musique : Paul Piot et Michel Roy
- Producteur : Bernard Launois
- Société de production : Critère Films
- Pays :  France
- Format : Couleur
- Année de réalisation : 1979
- Durée : 90 minutes
- Genre : comédie
- Date de sortie : 
  - France - 26 mars 1980

## Distribution
- Jacques Balutin: Le maréchal des logis-chef
- Robert Castel : Moréno
- Sim : Le gendarme légionnaire
- Daniel Prévost : Le jeune gendarme
- Ibrahim Seck : Le gendarme coopérant
- Henri Genès: Le curé
- Gilles Lhuillier: Le boulanger
- Jeannette Batti : L’épicière
- Bruno Balp : Le notaire
- Rudy Lenoir : L'ami Fritz
- Florence Blot : La postière
- Lucette Sahuquet : Mme Moreno
- Pierre Decazes : Le père belge
- Jeanne Michaud : La fille belge